# Ника (кинопремия, 2000)
13-я церемония вручения наград национальной кинематографической премии «Ника» за заслуги в области российского кинематографа за 1999 год состоялась 24 апреля 2000 года в Центральном Доме кинематографистов.
Драматическая лента Алексея Германа — «Хрусталёв, машину!» собрала 6 наград, из 9 номинаций, включая награды за лучший фильм и лучшую режиссуру.

## Статистика
Фильмы, получившие несколько номинаций
| Фильм                 | номинации | победы |
| --------------------- | --------- | ------ |
| Барак                 | 10        | 3      |
| Хрусталёв, машину!    | 9         | 6      |
| Ворошиловский стрелок | 4         | 1      |
| Кто, если не мы       | 3         | 1      |
| Небо в алмазах        | 3         | -      |

## Список лауреатов и номинантов

### Основные категории
• Победители выделены отдельным цветом. 
| Категории                           | Лауреаты и номинанты                                                                                                   | Лауреаты и номинанты                                                                                       |
| ----------------------------------- | --- | --- |
| Лучший игровой фильм                | • Хрусталёв, машину! (режиссёр: Алексей Герман, продюсеры: Армен Медведев, Александр Голутва, Ги Селигман)             | • Хрусталёв, машину! (режиссёр: Алексей Герман, продюсеры: Армен Медведев, Александр Голутва, Ги Селигман) |
| Лучший игровой фильм                | • Барак (реж.: Валерий Огородников, продюсеры: Леонид Ярмольник, Станислав Архипов, Валерий Огородников, Рольф Йястер) | |
| Лучший игровой фильм                | • Ворошиловский стрелок (режиссёр: Станислав Говорухин, продюсеры: Игорь Толстунов, Сергей Козлов)                     | |
| Лучший неигровой фильм              | • Трасса (режиссёр: Сергей Дворцевой)                                                                                  | • Трасса (режиссёр: Сергей Дворцевой)                                                                      |
| Лучший неигровой фильм              | • Lacrimoza (Памяти М. Таривердиева) (режиссёр: Татьяна Скабард)                                                       | |
| Лучший неигровой фильм              | • Частные хроники. Монолог (режиссёр: Виталий Манский)                                                                 | |
| Лучший анимационный фильм           | • Фараон (режиссёр: Сергей Овчаров)                                                                                    | • Фараон (режиссёр: Сергей Овчаров)                                                                        |
| Лучший анимационный фильм           | • Дерево с золотыми яблоками (режиссёр: Наталья Дабижа)                                                                | |
| Лучший анимационный фильм           | • Колобок (режиссёр: Николай Богаевский)                                                                               | |
| Лучшая режиссёрская работа          | • Алексей Герман за фильм «Хрусталёв, машину!»                                                                         | • Алексей Герман за фильм «Хрусталёв, машину!»                                                             |
| Лучшая режиссёрская работа          | • Валерий Приёмыхов — «Кто, если не мы»                                                                                | |
| Лучшая режиссёрская работа          | • Валерий Огородников — «Барак»                                                                                        | |
| Лучшая сценарная работа             | • Валерий Приёмыхов — «Кто, если не мы»                                                                                | • Валерий Приёмыхов — «Кто, если не мы»                                                                    |
| Лучшая сценарная работа             | • Алексей Герман и Светлана Кармалита — «Хрусталёв, машину!»                                                           | |
| Лучшая сценарная работа             | • Виктор Петров и Валерий Огородников — «Барак»                                                                        | |
| Лучшая мужская роль                 | | • Михаил Ульянов — «Ворошиловский стрелок» (за роль Ивана Фёдоровича Афонина)                              |
| Лучшая мужская роль                 | • Валерий Приёмыхов — «Кто, если не мы» (за роль Геннадия Самохина)                                                    | |
| Лучшая мужская роль                 | • Евгений Сидихин — «Барак» (за роль участкового Алексея Михайловича Болотина)                                         | |
| Лучшая женская роль                 | | • Нина Усатова — «Барак» (за роль Полины)                                                                  |
| Лучшая женская роль                 | • Нина Русланова — «Хрусталёв, машину!» (за роль жены генерала)                                                        | |
| Лучшая женская роль                 | • Елена Сафонова — «Женская собственность» (за роль Елизаветы Каминской)                                               | |
| Лучшая роль второго плана           | | • Леонид Ярмольник — «Барак» (за роль Жоры)                                                                |
| Лучшая роль второго плана           | • Сергей Гармаш — «Ворошиловский стрелок» (за роль капитана милиции Кошаева)                                           | |
| Лучшая роль второго плана           | • Сергей Никоненко — «Китайский сервиз» (за роль Арсения Мышко)                                                        | |
| Лучшая операторская работа          | | • Владимир Ильин — «Хрусталёв, машину!»                                                                    |
| Лучшая операторская работа          | • Юрий Клименко, при участии Анатолия Лапшова — «Барак»                                                                | |
| Лучшая операторская работа          | • Андрей Макаров — «Небо в алмазах»                                                                                    | |
| Лучшая музыка к фильму              | | • Андрей Петров — «Хрусталёв, машину!»                                                                     |
| Лучшая музыка к фильму              | • Эдуард Артемьев — «Мама»                                                                                             | |
| Лучшая музыка к фильму              | • Владимир Дашкевич — «Ворошиловский стрелок»                                                                          | |
| Лучшая работа звукорежиссёра        | • Алиакпер Гасан-Заде — «Барак»                                                                                        | • Алиакпер Гасан-Заде — «Барак»                                                                            |
| Лучшая работа звукорежиссёра        | • Николай Астахов — «Хрусталёв, машину!»                                                                               | |
| Лучшая работа звукорежиссёра        | • Ян Потоцкий — «Небо в алмазах»                                                                                       | |
| Лучшая работа художника             | • Владимир Светозаров, Георгий Кропачёв и Михаил Герасимов — «Хрусталёв, машину!»                                      | • Владимир Светозаров, Георгий Кропачёв и Михаил Герасимов — «Хрусталёв, машину!»                          |
| Лучшая работа художника             | • Виктор Иванов и Вера Зелинская — «Барак»                                                                             | |
| Лучшая работа художника             | • Андрей Макаров, Василий Пичул, при участии Алексея Леоновича и Владимира Ярина — «Небо в алмазах»                    | |
| Лучшая работа художника по костюмам | • Екатерина Шапкайц — «Хрусталёв, машину!»                                                                             | • Екатерина Шапкайц — «Хрусталёв, машину!»                                                                 |
| Лучшая работа художника по костюмам | • Ганна Ганевская — «Незримый путешественник»                                                                          | |
| Лучшая работа художника по костюмам | • Галина Деева — «Барак»                                                                                               | |

### Специальная награда
| Приз «Честь и достоинство» | • Михаил Швейцер |